# SunView
Artículo Original https://en.wikipedia.org/wiki/SunView
SunView (Sun Visual Integrated Environment para estaciones de trabajo, originalmente SunTools ) fue un sistema de ventanas de Sun Microsystems desarrollado a principios de la década de 1980. Se incluyó como parte de SunOS , la implementación de UNIX de Sun ; a diferencia de los sistemas de ventanas posteriores de UNIX, gran parte se implementó en el núcleo del sistema . SunView se ejecutó en las estaciones de trabajo de escritorio y de escritorio de Sun , proporcionando un entorno gráfico interactivo para aplicaciones de computación técnica, publicación de documentos, medicina y otras aplicaciones de la década de 1980, en pantallas monocromas, en escala de grises y en color de alta resolución.
Aplicaciones de productividad agrupadas 
SunView incluye un conjunto completo de aplicaciones de productividad, que incluyen un lector de correo electrónico, herramienta de calendario, editor de texto, reloj, preferencias e interfaz de gestión de menús (todas las GUI ). La idea de enviar tales clientes y el software del servidor asociado con el sistema operativo base estaba varios años por delante del resto de la industria.
El conjunto de aplicaciones SunView original de Sun fue luego trasladado a X, presentando el aspecto OPEN LOOK . Conocido como el conjunto de herramientas de productividad DeskSet , este fue un elemento distintivo del entorno de escritorio OpenWindows de Sun.
Las herramientas DeskSet se convirtieron en un elemento unificador al final de las guerras de Unix , donde la industria de sistemas abiertos se vio envuelta en una batalla que duraría años. Como parte de la iniciativa COSE , se decidió que las aplicaciones integradas de Sun serían portadas una vez más, esta vez al kit de herramientas de widgets Motif , y el resultado sería parte del CDE . Esto se convirtió en el estándar por un tiempo en todos los proveedores de sistemas abiertos.
El conjunto completo de aplicaciones de productividad grupal que Sun había incluido con las estaciones de trabajo de escritorio resultó ser un importante legado de SunView. Si bien la infraestructura de ventanas subyacente cambió, los protocolos cambiaron y los sistemas de ventanas cambiaron, las aplicaciones de Sun se mantuvieron en gran medida iguales, manteniendo la interoperabilidad con implementaciones anteriores.
Sucesores 
SunView estaba destinado a ser reemplazado por NeWS , un sistema de ventanas más sofisticado basado en PostScript; sin embargo, el sucesor real resultó ser OpenWindows , cuyo servidor de ventana era compatible con SunView, NeWS y el sistema X Window . El soporte para la visualización de programas SunView se eliminó gradualmente después de Solaris 2.2. Sun proporcionó un kit de herramientas para X llamado XView , con una API similar a la de SunView, simplificando la transición para los desarrolladores entre los dos entornos.
Sun más tarde anunció su migración al entorno de escritorio GNOME desde CDE , presumiblemente marcando el final de los más de 20 años de historia de la base de código SunView / DeskSet.
- Datos: Q3430495